# Synthesis (雑誌)
『シンセシス』（英語：Synthesis）は、Thieme Chemistry社によって1969年から刊行されている学術雑誌である。創刊の目的は"advancement of the science of synthetic chemistry"（合成化学の技術の進歩）。
2006年8月より選別された記事が無料提供されている。インパクトファクターは2.689 (2014)。